# Dagmar Beling
Dagmar Elisabet Beling, ogift Lindgren, född 19 december 1929 i Härnösands församling i Västernorrlands län, död 17 januari 2023 i Oscars distrikt i Stockholm, var en svensk målare och tecknare.
Dagmar Beling studerade vid Konstfack och Högre konstindustriella skolan i Stockholm samt företog studieresor till Frankrike, Spanien och Grekland. Hon studerade mosaik i Ravenna. Vidare avlade hon filosofie kandidatexamen i konst- och litteraturvetenskap vid Stockholms universitet.
Hennes måleri innefattar landskap, porträtt, stilleben och interiörer. Verken är ofta gjorda i en fri kolorit och motiven är inspirerade av norra Grekland samt Stockholm och dess skärgård. Hon är bland annat representerad hos Statens konstråd, Stockholms läns landsting och Stockholms stad. Hon har också skrivit en bok om konstnären Brita Hörlin.
Dagmar Beling var från 1959 till makens död gift med hovrättsrådet Sven Beling (1925–2004), son till Gustaf Beling och Elsa, ogift Åberg.